# Солярский, Павел Фёдорович
Павел Фёдорович Солярский (1803, Владимир  — 1890, Санкт-Петербург) — русский духовный писатель, протоиерей; знаток еврейского языка, библеист; автор пятитомного «Опыта библейского словаря собственных имён» (1879—1887).

## Биография и труды
Родился во Владимире в 1803 году. Образование получил во Владимирской семинарии (1825) и в Санкт-Петербургской духовной академии (1829). Степень магистра богословия получил 18 декабря 1831 года.
В сентябре 1829 года был назначен преподавателем церковной истории и еврейского языка в Олонецкую духовную семинарию. В октябре 1833 года был переведён в Ямбургское духовное училище, а в феврале 1835 — в Санкт-Петербургское Александро-Невское. В марте того же года был рукоположен митрополитом Серафимом во священники к университетской церкви. Преподавал Закон Божий в Первой (1835—1841) и Пятой (1849—1854) городских гимназиях.
Также преподавал с ноября 1841 года богословие в Главном педагогическом институте, а с 1850 года ещё и логику с опытной психологией. В качестве ординарного профессора этих предметов он оставался в институте до половины 1859 года, позже занимал только должность священника при университетской церкви. В 1879 году был избран почётным членом Санкт-Петербургского университета и Санкт-Петербургской духовной академии.
Умер в Санкт-Петербурге 4 (16) мая 1890 года. Был похоронен Смоленском православном кладбище (могила утрачена).

## Семья
Жена — Мария Петровна. Их дети:
- Мария (ок. 1836 — не ранее 1860)
- Павел (ок. 1837 — 06.07.1876)
- Пётр (ок. 1838 — 25.03.1864), выпускник юридического факультета Санкт-Петербургского университета (1861);
- Фёдор (ок. 1839 — 1881), выпускник историко-филологического факультета Санкт-Петербургского университета (1861), библиограф;
- Николай (ок. 1842 — 1868);
- Наталия (ок. 1843 — не ранее 1860);
- Ольга (ок. 1849—1901), вышла замуж за брата И. И. Ветвеницкого, священника Константина Ивановича Ветвеницкого (17.06.1845—13.02.1920)